# Улица Стайцелес (Рига)
Улица Ста́йцелес (латыш. Staiceles iela) — улица в Видземском предместье города Риги, в Пурвциемсе. Впервые упоминается в адресной книге за 1935 год под своим нынешним названием, которое никогда не изменялось.
Начинается от перекрёстка с улицей Браслас, идёт в восточном, далее юго-восточном направлении, пересекает улицу Веявас и заканчивается перекрёстком с улицей Сактас. Пересечений с другими улицами не имеет. Общественный транспорт по улице не курсирует.
В 1980-е годы начальная часть улицы была перекрыта многоэтажной застройкой; в настоящее время начало улицы не имеет асфальтового покрытия и ожидает реконструкции. Длина улицы, приводимая в официальных документах (183 метра), соответствует длине участка от улицы Веявас до улицы Сактас.

## Галерея

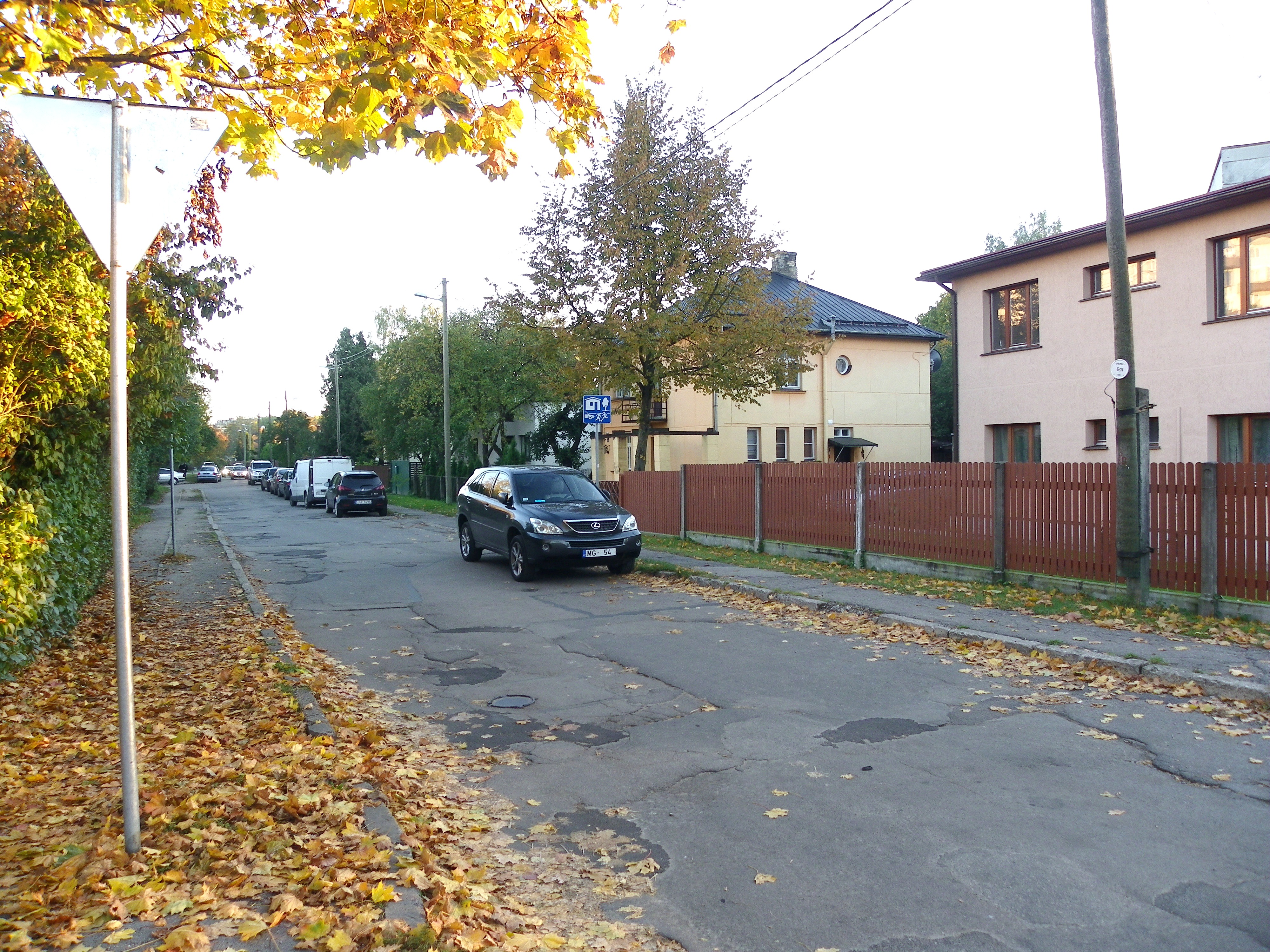
Вид от перекрёстка с улицей Веявас
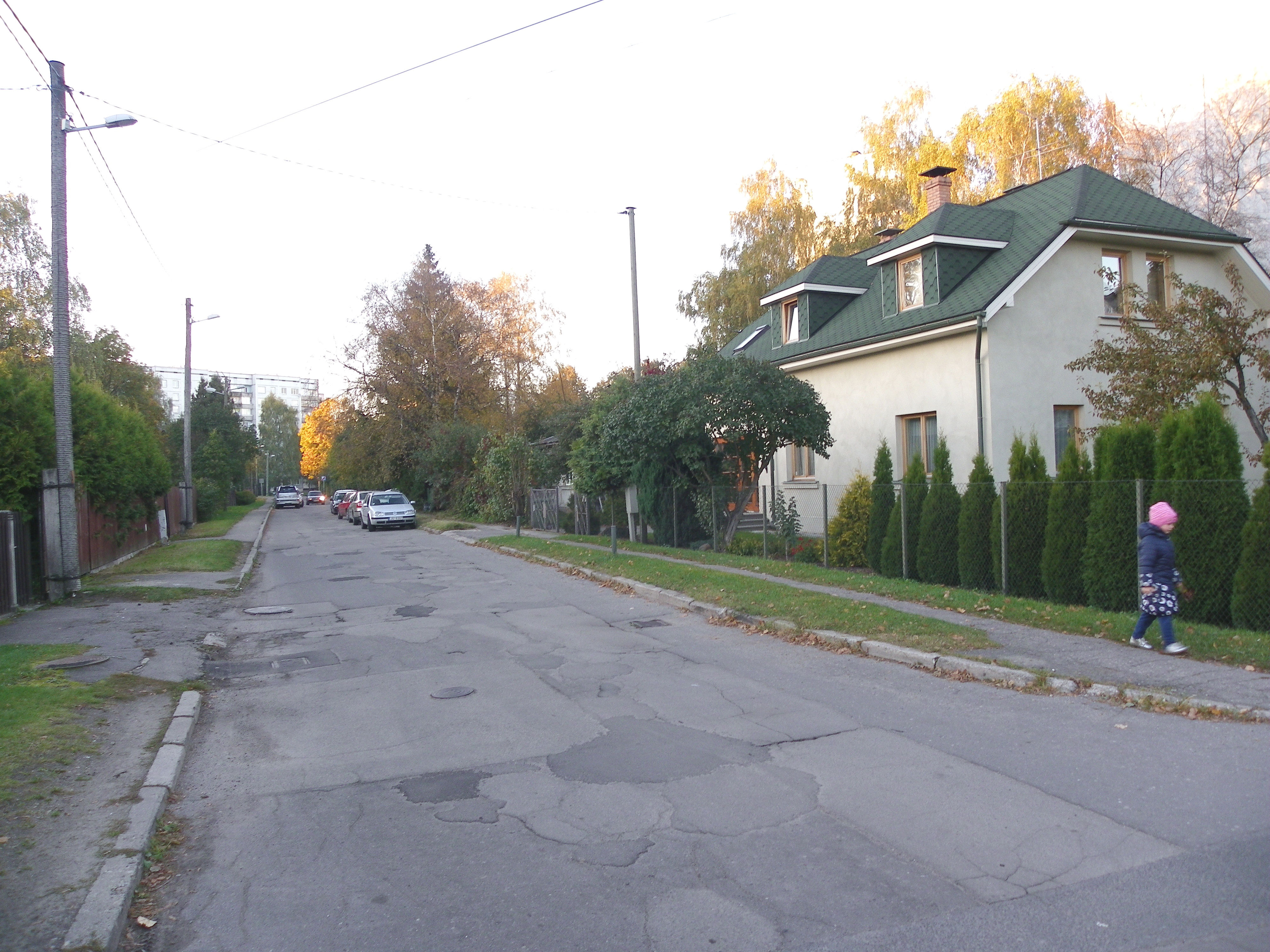
Вид от перекрёстка с улицей Сактас